# Distrito de Mara
El Distrito de Mara es uno de los 6 distritos de la Provincia de Cotabambas  ubicada en el departamento de Apurímac, bajo la administración del Gobierno regional de Apurímac, en el sur del Perú.
Desde el punto de vista jerárquico de la Iglesia católica forma parte de la Diócesis de Abancay la cual, a su vez, pertenece a la Arquidiócesis de Cusco.

## Historia
El distrito fue creado mediante Ley s/n del 2 de enero de 1857, en el gobierno de Ramón Castilla.

## División administrativa
- La comunidad de Huacuy tiene una población de 500 habitantes
- Fue creada el 23 de agosto de 1876
- Tiene 36 comunidades campesinas

## Autoridades

### Municipales
- 2015-2018[3]
  - Alcalde: Adiel Sota Mendoza, del Movimiento Popular Kallpa.
- 2015
  - Alberto Roque Cconislla †[4]
- 2011-2014[5]
  - Alcalde: Francisco Roberto Bolívar Arcos, del Movimiento Poder Popular Andino (PPA).
- 2007-2010
  - Alcalde: Florentino Enríquez Ayquipa.
- 1999-2002
  - Alcalde: Grimaldo Mercado Farfan.

## Festividades
- Febrero: carnavales y warkanakuy
- Julio 16: Virgen del Carmen
- Octubre 10: Virgen del Rosario